# Rinaldo Cruzado
Rinaldo Cruzado, vollständiger Name Paulo Rinaldo Cruzado Durand (* 21. September 1984 in Lima) ist ein peruanischer ehemaliger Fußballspieler.

## Karriere

### Verein
Der „linksfüßige“ je nach Quellenlage 1,79 Meter oder 1,80 Meter große Mittelfeldspieler spielte von 2002 bis 2006 für Alianza Lima und absolvierte in diesem Zeitraum 115 Ligapartien, bei denen er fünf Treffer erzielte. 2003, 2004 und 2006 gewann er mit dem Team jeweils die peruanische Meisterschaft. Anschließend wechselte er in die Schweiz zu Grasshopper Zürich. Dort debütierte er am 10. Februar 2007 gegen den FC Zürich in der Super League. Er bestritt in der Saison 2006/07 je nach Quellenlage fünf oder acht Ligaspiele (kein Tor). In den Spielzeiten 2007/08 und 2008/09 lief er in weiteren 27 Ligabegegnungen auf und traf zweimal ins gegnerische Tor. Noch im Jahr 2008 kehrte er nach Peru zurück und bestritt in jenem Jahr 14 Erstligaspiele (kein Tor) für Sporting Cristal. Andere Quellen führen dort lediglich zwölf Einsätze für ihn. 2009 wechselte er in den Iran zu Esteghlal Teheran. In jenem Jahr wurde er mit seinen Mitspielern Iranischer Meister. 2010 folgte eine erneute Rückkehr in seine peruanische Heimat. Dort war er bis 2011 für Juan Aurich aktiv. Von 2011 bis 2013 war Chievo Verona sein Arbeitgeber. Bei den Italienern debütierte er am 11. September 2011 gegen Novara Calcio in der höchsten italienischen Spielklasse, als er in der 66. Spielminute für Paolo Sammarco eingewechselt wurde. Er kam in der Spielzeit 2011/12 20-mal (kein Tor), in der Saison 2012/13 bis zu seinem letzten Einsatz am 25. November 2012 gegen den AC Siena fünfmal (ein Tor) in der Serie A zum Einsatz. Dem schloss sich eine bis 2014 währende Karrierestation bei den Newell’s Old Boys an. Je nach Quellenlage werden bei den Argentiniern 18 oder 19 Ligaspiele mit seiner Beteiligung geführt. Dabei schoss er drei Tore. Zudem wurde er siebenmal (kein Tor) in der Copa Libertadores und zweimal (ein Tor) in der Copa Argentina aufgestellt.
Zur Clausura 2014 wechselte er zu Nacional Montevideo. In der restlichen Spielzeit 2013/14 bestritt er elf Partien (ein Tor) in der Primera División und kam fünfmal in der Copa Libertadores 2014 zum Einsatz. In der Apertura 2014 wurde er nicht eingesetzt. Seit Jahresbeginn 2015 spielte er für César Vallejo. Dort lief er bislang (Stand: 23. September 2016) in 41 Erstligaspielen auf und schoss sieben Tore. Zudem traf er dreimal bei elf Einsätzen in der Copa Inca, die er 2015 mit seiner Mannschaft gewann.

### Nationalmannschaft
Cruzado ist seit 2003 Mitglied der peruanischen Nationalmannschaft und hat bislang (Stand: 29. November 2014) 40 offizielle Länderspiele (ein Tor) und zwei inoffizielle Partien (ein Tor) der Nationalelf absolviert.

### Erfolge
- Peruanischer Meister: 2003, 2004, 2006
- Iranischer Meister: 2009
- Copa Inca: 2015